# MasterCard Lola Formula One Racing Team

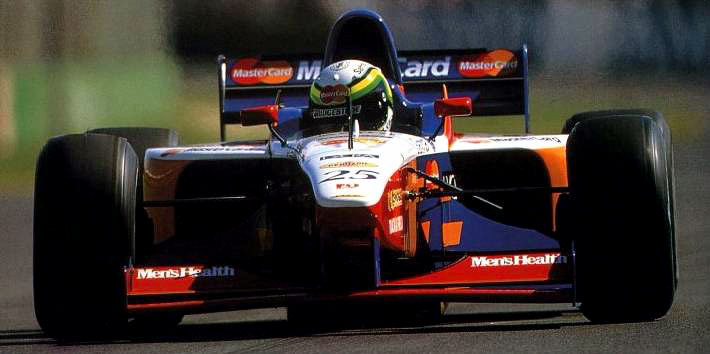
Ricardo Rosset (en la imagen) y Vincenzo Sospiri fallaron en clasificar para el Gran Premio de Australia de 1997.

MasterCard Lola Formula One Racing Team, con frecuencia mencionado simplemente como MasterCard Lola, fue un equipo y constructor de Fórmula 1 perteneciente a Lola Cars, que disputó una sola carrera en la temporada 1997. Rápidamente se retiró del deporte después de fallar en clasificar en su única carrera y perder el auspicio de su principal patrocinador.

## Historia
Después de años como proveedor de chasis para otros equipos, principalmente para Larrousse, el director del equipo Lola, Eric Broadley, planeó un equipo que compitiera únicamente bajo propiedad de Lola. Un prototipo del chasis fue probado por primera vez en 1995 por Allan McNish, y a finales de 1996, Broadley anunció la participación del equipo en Fórmula 1 en un futuro próximo. El equipo tenía la intención de ingresar a la categoría en la temporada 1998, pero ingresó un año antes. Según Broadley, esto se debió a la presión de los patrocinadores, fundamentalmente del patrocinador principal, MasterCard, en querer lanzar su "F1 Club" para que los titulares de tarjetas aportaran fondos a la escudería.
El chasis de Lola, denominado T97/30, se basó principalmente en la tecnología de IndyCar. Sin embargo, nunca fue probado en el interior de un túnel de viento y casi no tenía pruebas en pista. Esto se debió principalmente a que el diseño del motor se retrasó. El T97/30, diseñado por Broadley y Chris Sanders, fue presentado en el hotel Hilton en Londres el 20 de febrero de 1997. En el lanzamiento del coche, Broadley dijo que el equipo aspiraba en ganar el Mundial en un periodo de cuatro años.

### Motor
El motor, responsabilidad de Al Melling, fue planeado para ser un motor V10, sin embargo el motor no se desarrolló en el tiempo necesario y el equipo se vio obligado a utilizar el motor Ford ECA Zetec-R V8, el mismo que había utilizado el equipo Forti en la temporada 1996.

### Pilotos
Vincenzo Sospiri y Ricardo Rosset fueron los elegidos para competir. En el Gran Premio de Australia, las fallas del equipo se evidenciaron ya que los tiempos de clasificación del monoplaza eran considerablemente más lentos que los requeridos. Para poder empezar una carrera, los monoplazas debían lograr una vuelta de clasificación dentro del 107 % del tiempo de la pole position, algo que los monoplazas del equipo estaban muy lejos de conseguir. Mientras el otro equipo debutante esa temporada tenía un desempeño respetable, Lola no volverían jamás a un evento de Fórmula 1.
Los monoplazas volvieron a ser probados poco después del Gran Premio de Australia, en Silverstone, pero ambos tenían tiempos superiores a los 10 segundos con respecto a los punteros.

### Fin de la trayectoria
El 26 de marzo de 1997, el miércoles previo al Gran Premio de Brasil, Lola anunció que se retiraba de la carrera de Brasil "por problemas técnicos y financieros". El personal de Lola, que ya había viajado a Interlagos, regresó a la base del equipo en Huntingdon, Inglaterra. Poco después, Lola se retiró del campeonato en su totalidad.
En su corta existencia como constructor de F1, Lola contrajo 6 millones de euros en deudas, y la empresa entró en quiebra un par de semanas más tarde. El empresario irlandés Martin Birrane compró la compañía y logró un renacimiento en las finanzas de la misma. Sin embargo, Lola no participó en la categoría en ningún aspecto desde entonces. Finalmente Lola Racing Cars desapareció en 2012. Rosset compitió en la temporada 1998 con Tyrrell, mientras que el prometedor Sospiri nunca volvió a la Fórmula 1.

### Intento de vuelta en 2010
El 22 de abril de 2009, Lola anunció un plan a gran escala para competir en la temporada 2010 de Fórmula 1.
El 15 de mayo del mismo año Lola anunció oficialmente su intención de ingresar un equipo al Campeonato de Fórmula 1 de 2010. El equipo admitió que tenía que volver a examinar esa posición después de que los límites presupuestarios se aumentaran de 30 a 40 millones de euros, pero insistió en que era "una oportunidad que no debe perderse".
Sin embargo, el 17 de junio Lola anunció que abandonaba los planes de volver a Fórmula 1 después de no poder asegurar un lugar en los equipos de la temporada 2010.

## Resultados

### Fórmula 1
| Año         | Chasis | Motor           | Neu. | N.º | Pilotos          | 1   | 2   | 3   | 4   | 5   | 6   | 7   | 8   | 9   | 10  | 11  | 12  | 13  | 14  | 15  | 16  | 17  | Puntos | Pos. |
| ----------- | ------ | --------------- | ---- | --- | ---------------- | --- | --- | --- | --- | --- | --- | --- | --- | --- | --- | --- | --- | --- | --- | --- | --- | --- | ------ | ---- |
| 1997        | T97/30 | Ford Zetec-R V8 | B    |     |                  | AUS | BRA | ARG | SMR | MON | ESP | CAN | FRA | GBR | GER | HUN | BEL | ITA | AUT | LUX | JPN | EUR | 0      | NC   |
| 1997        | T97/30 | Ford Zetec-R V8 | B    | 24  | Vincenzo Sospiri | DNQ | DNP |     |     |     |     |     |     |     |     |     |     |     |     |     |     |     | 0      | NC   |
| 1997        | T97/30 | Ford Zetec-R V8 | B    | 25  | Ricardo Rosset   | DNQ | DNP |     |     |     |     |     |     |     |     |     |     |     |     |     |     |     | 0      | NC   |
| Referencia: |        |                 |      |     |                  |     |     |     |     |     |     |     |     |     |     |     |     |     |     |     |     |     |        |      |